# Koševsko brdo
Koševsko brdo je rubna mjesna zajednica u Općini Centar, Sarajevo u odnosu na Općinu Novo Sarajevo. Graniči s mjesnim zajednicama Donji Velešići, Betanija - Šip, Breka - Koševo II, Ciglane - Gorica i Marijin dvor - Crni vrh. To je u cijelosti urbanizirano naselje, sa svim pratećim medicinskim, obrazovnim i inim sadržajima.

## Aktivnosti Vijeća MZ
Zahvaljujući agilnom Vijeću MZ, zadnjih su godina u mjesnoj zajednici pokrenute brojne kulturne i športske aktivnosti, među kojima treba istaknuti aktiviranje nogometnog kluba Koševsko brdo, utemeljenog 1973. godine, a ugaslog 1992., te osnivanje još tri sportska kluba (odbojkaškog, gimnastičkog i hrvačkog). Novoosnovani klubovi, uglavnom vježbaju u dvorani Osnovne škole Mehmed-beg Kapetanović Ljubušak, na koju su inače upućeni đaci pučkoškolskog uzrasta iz naselja.      

## Vanjske poveznice
- Evanđeoska crkva na Koševskom brdu  Arhivirana inačica izvorne stranice od 8. kolovoza 2009. (Wayback Machine)